# Lilla Yngtjärnen
Lilla Yngtjärnen är en sjö i Vansbro kommun i Dalarna och ingår i Göta älvs huvudavrinningsområde.